# 哥伦比亚 (肯塔基州)
哥伦比亚（英語：Columbia），是美国肯塔基州的一座城市。建立于1800年，面积约为12.7平方公里（4.9平方英里）。根据2010年美国人口普查，该市的人口为4,452人。